# Їлань (місто)
Їлань (кит. трад. 宜蘭, піньїнь: Yílán) — місто повітового підпорядкування на острові Тайвань, адміністративний центр повіту Їлань.

## Географія
Їлань лежить на висоті близько 8 метрів над рівнем моря на північному сході острова.

### Клімат
Місто знаходиться у зоні, котра характеризується вологим субтропічним кліматом. Найтепліший місяць — липень із середньою температурою 28,9 °C. Найхолодніший місяць — січень, із середньою температурою 16,6 °С.
| Клімат Їланя                               | Клімат Їланя | Клімат Їланя | Клімат Їланя | Клімат Їланя | Клімат Їланя | Клімат Їланя | Клімат Їланя | Клімат Їланя | Клімат Їланя | Клімат Їланя | Клімат Їланя | Клімат Їланя | Клімат Їланя |
| Показник                                   | Січ.         | Лют.         | Бер.         | Квіт.        | Трав.        | Черв.        | Лип.         | Серп.        | Вер.         | Жовт.        | Лист.        | Груд.        | Рік          |
| Середній максимум, °C                      | 19,7         | 20,4         | 22,7         | 25,7         | 28,5         | 31,4         | 33,2         | 32,8         | 30,6         | 27,1         | 24,2         | 20,9         | 26,4         |
| Середня температура, °C                    | 16,6         | 17,1         | 19           | 21,9         | 24,7         | 27,3         | 28,9         | 28,6         | 26,8         | 23,8         | 21,1         | 17,9         | 22,8         |
| Середній мінімум, °C                       | 14           | 14,4         | 16           | 18,8         | 21,7         | 24,3         | 25,6         | 25,4         | 24           | 21,3         | 18,7         | 15,5         | 20           |
| Середня кількість сонячних годин на місяць | 68,2         | 70           | 93,2         | 97,9         | 115,6        | 155,3        | 235,2        | 213,9        | 151,1        | 92,8         | 72,7         | 63,7         | 1429,6       |
| Норма опадів, мм                           | 155.2        | 147          | 115.2        | 125.5        | 222.5        | 189.6        | 140.2        | 243.4        | 409.6        | 428.1        | 335.8        | 232.2        | 2744.3       |
| Вологість повітря, %                       | 80.3         | 81.1         | 79.6         | 80.8         | 82.6         | 81.9         | 77.9         | 79           | 79.5         | 80.7         | 83           | 81.4         | 80.7         |
| ------------------------------------------ | ------------ | ------------ | ------------ | ------------ | ------------ | ------------ | ------------ | ------------ | ------------ | ------------ | ------------ | ------------ | ------------ |
| Джерело: Central Weather Bureau            |              |              |              |              |              |              |              |              |              |              |              |              |              |

## Історія
Довгий час це були землі, населені народністю кавалан. У 1812 році був утворений комісаріат (噶玛兰厅), підлеглий місцевій управі, і в цих місцях розмістилася адміністрація комісаріату. У 1813 році адміністративні будівлі були обнесені муром, з ровом, і адміністративний центр комісаріату Кавалан, в 1875 році перетвореного на повіт, став поступово розвиватися. У 1940 році він отримав статус міста.